# پاسخ به خسرو
پاسخ به خسرو (به لاتین: Solutionum ad Chosroem) کتابی است که پیریسکیانوسِ لیدیایی در پاسخ به شبهه‌ها و گمانه‌زنی‌های خسرو انوشیروان ساسانی در باب فلسفه به زبان فارسی میانه نوشت. امروزه بخشی از ترجمهٔ لاتینِ این کتاب باقی مانده‌است.

## زمینه
توجه به فلسفه و ترجمهٔ آثارِ مربوط به آن در زمان ساسانیان، در دوران پادشاهی خسرو انوشیروان به اوج خود رسید و این به خاطرِ علاقهٔ شخصیِ خسرو به فلسفه بود تا جایی که در نزدِ پزشکِ سریانیِ خود، اُرانیوس، فلسفه می‌آموخت.
از طرفی با به سلطنت رسیدنِ ژوستینین یکم و تخته‌شدنِ دربِ آکادمی افلاطون توسط او، چندی از فیلسوفانِ آکادمی مجبور شدند به ایران پناهنده شوند و چهار سال در ایران بمانند که پیریسکیانوس لیدیایی هم یکی از ایشان بود.
در دربارِ ساسانی، مناظرات و مباحثاتِ فلسفی در نزد شاه انجام می‌گرفت و مشارکت و پرسش‌های خسرو انوشیروان در این مناظرات، محرک پیریسکیانوس در نوشتنِ این کتاب برای خسرو شدند.

## درون‌مایه
این کتاب ۱۰ فصل دارد. در هر فصل، یک یا چند سؤال پرسیده شده و پیریسکیانوس به آنان پاسخ می‌دهد. کتاب، ارجاعاتِ فراوانی به تیمائوس، فایدون و فایدروس از افلاطون، سیاست، «در آسمانِ» ارسطو، فیزیک و «نسل و فساد» از ارسطو، بطلمیوس و «جغرافیا» یِ استرابو دارد.
فصلِ نخست، پیرامون روحِ آدمی و برتری بشریت است؛ پیرامون طبیعت روح انسان، امکانِ زیستِ مستقلِ روح از بدن، چگونگی رابطهٔ روح و بدن، یکپارچگی یا چندپارگیِ روحِ آدمیزاد و مانندشان. فصل دوم پیرامونِ خواب و ادراک است؛ اینکه وضعیت روح انسان در خواب چگونه است، برای قوهٔ ادراک انسان در خواب چه اتفاقی می‌افتد، فهم و ادراکِ جانداران چگونه است و امثالهم. فصل سوم شامل مطالبی دربارهٔ «هستی» و «وجود» و «بودن» است: چگونه چیزی وجود دارد؟ آیا هرچیزِ دیدنی، وجود دارد؟ چیزی وجود دارد که دیده نشود؟ تکلیفِ هستیِ خداوند و اهریمن که دیده نمی‌شوند چیست؟ آیا موجوداتِ نامرئی، ادراک‌پذیر اند؟ و پاسخ پرسش‌هایی از این دست. فصل چهارم رساله کوتاهی در بابِ ستاره‌شناسی، اعتدالین و چگونگی تأثیر سال شمسی بر مناطق گوناگون و آب‌وهواهای مختلف است. فصل پنجم گزارشی در مورد خصوصیات و خلق و خوی آدمی است. فصل ششم فازهای قمری، تغییرات جزر و مدی، امواج و دانسته‌هایی از جغرافیا و تاریخِ طبیعی را بررسی می‌کند. فصل هفتم به چهار عنصر می‌پردازد و اینکه آیا هر کدام از این عناصر می‌توانند به صورت بالقوه موجود باشد یا نه؟ یعنی رطوبت در آتش وجود دارد و هوا وزن دارد یا نه؟ در فصل هفتم مطالبی پیرامونِ ترکیبِ مواد هم می‌بینیم. فصل هشتم، مطالبی پیرامون نسل دارد. اینکه چگونه افراد یک گونه هم می‌توانند یک نوع جانور به حساب بیایند اما در عین حال، مستقل و متمایز از یکدیگر هم باشند. پیریسکیانوس به مفاهیمی چون جاودانگی هم می‌پردازد. فصل نهم به تنوعِ اقوام و تفاوت‌های متناسب با زیستگاهِ آن‌ها در مردمانی مانند سکایی‌ها، ایرانی‌ها و ایتالیایی‌ها می‌پردازد. فصل دهم که فصل پایانی است به فضیلت و ارجمندیِ جسم و جان می‌پردازد. به اینکه بدن از کجا آمده و پایانش چیست. و کتاب با افلاطونی‌ترین پرسش پایان می‌یابد که «فضیلت چگونه تجلی می‌یابد؟»